# Vladímir Engelhardt
Vladímir Alexandrovich Engelhardt (en ruso: Влади́мир Алекса́ндрович Энгельга́рдт; 21 de noviembrejul./ 3 de diciembre de 1894greg., Moscú – 10 de julio de 1984, Moscú), fue un bioquímico soviético, académico de la Academia Soviética de Ciencias Médicas (1944), académico de la Academia Soviética de Ciencias (1953), y Héroe del Trabajo Socialista (1969). Fue fundador y el primer director del Instituto de Biología Molecular de la Academia Rusa de Ciencias (más tarde la institución se rebautizó en su honor a Engelhardt Instituto de Biología Molecular en su honor).
Vladimir Engelgardt está considerado uno de los fundadores de la biología molecular en la Unión Soviética.: 52–6 

## Honores y premios
- Premio Stalin para el estudio de tejido de músculo (1943)
- Premio Estatal de la URSS (1979)
- Héroe de Trabajo Socialista (1969)
- Cinco Órdenes de Lenin
- Orden de la Guerra Patriótica, 2.ª clase
- Orden de la Pancarta Roja de Laboral
- Lomonosov, Medalla de oro (1968)